# Vacina antipneumocócica
Vacinas antipneumocócicas são vacinas contra a bactéria Streptococcus pneumoniae. A sua utilização pode prevenir alguns casos de pneumonia, meningite e sepse. Existem dois tipos de vacinas anti-pneumocócicas: as vacinas conugadas e as vacinas polissacáridas. São administradas por injeção intramuscular ou subcutânea.
A Organização Mundial de Saúde recomenda que a vacina conjugada seja incluída nos planos de vacinação de rotina das crianças e pessoas com VIH. Quando administrada nas três ou quatro doses recomendadas, a vacina apresenta uma eficácia de entre 71 e 93% na prevenção de casos graves das doenças. As vacinas polissacáridas, embora sejam eficazes em adultos saudáveis, não são eficazes na proteção de crianças com menos de dois anos de idade ou em pessoas com o sistema imunitário enfraquecido.
Estas vacinas são geralmente seguras. No caso da vacina conjugada, cerca de 10% dos bebés desenvolvem vermelhidão no local da injeção, febre ou perturbações no sono. As reações alérgicas são muito raras.
As primeiras vacinas anti-pneumocícicas foram desenvolvidas na década de 1980. Fazem parte da Lista de Medicamentos Essenciais da Organização Mundial de Saúde, que engloba os medicamentos mais seguros e necessários num sistema de saúde.